# Rafael Sánchez-Guerra
Rafael Sánchez-Guerra Sainz (Madrid, 28 de octubre de 1897-Villava, 2 de abril de 1964) fue un político español, periodista y presidente del Real Madrid de 1935 a 1936. Era hijo del político cordobés José Sánchez Guerra y de Luisa Sainz y Fernández.

## Biografía
Fue alumno del Colegio Nuestra Señora del Pilar. Cursó estudios de Derecho en la Universidad de Madrid. Más tarde abrazó el periodismo colaborando principalmente en ABC, Blanco y Negro (crónicas taurinas) y El País de La Habana.
Siendo su padre presidente del Consejo de Ministros se alistó como voluntario en las fuerzas regulares de África donde combatió bajo las órdenes del teniente coronel Navarro. En 1920 Sánchez-Guerra fue herido y condecorado con la Medalla Militar.
Fue nombrado diputado a Cortes por Jaca en 1923 con solo veintiséis años de edad. En las postrimerías de la Monarquía, fue candidato de la Conjunción Republicano-Socialista, como independiente, en las elecciones municipales de Madrid. Sánchez-Guerra fue el candidato más votado en el distrito de Centro y, de esta forma, elegido concejal. Al proclamarse la Segunda República fue nombrado subsecretario de la Presidencia del gobierno provisional y más tarde ocupó el puesto de secretario general de la Presidencia de la República, cargo que abandonó el 7 de abril de 1936, al caer por 238 votos contra 5 de un total de 417 el también político cordobés, como su padre, Niceto Alcalá Zamora, presidente de la República desde diciembre de 1931.
Fue asimismo presidente del Real Madrid F. C. entre 1935 y 1936. Durante la Guerra Civil, Rafael Sánchez-Guerra tuvo poca actividad en el club y fue sustituido en agosto de 1936 por un comité presidido por Juan José Vallejo, presidente de la Federación Deportiva Obrera. Ese comité cedió el Campo de Chamartín para la instrucción del Batallón Deportivo.
Durante la guerra civil española (1936-1939) no tuvo actividad política alguna, exceptuando sus funciones de concejal del Ayuntamiento de Madrid, hasta que en 1938 fue movilizado en su calidad de oficial de complemento nombrándosele ayudante del coronel Segismundo Casado.
Al término de la guerra en Madrid, el 27 de marzo de 1939, se negó a abandonar la capital a pesar de que Casado le ofreció dos plazas para él y su esposa en el avión en que escapaba a Valencia. Sánchez-Guerra había aconsejado al mismo Casado que permaneciera en la capital y tenía confianza en recibir un trato favorable probablemente porque había protegido a muchos derechistas durante la guerra, sin embargo el 29 de marzo fue detenido en la sede del Ministerio de Hacienda en compañía de Julián Besteiro y ambos fueron recluidos en la cárcel de Porlier. Posteriormente fue juzgado por el «crimen de auxilio a la rebelión militar» y, aunque destacados franquistas como Gonzalo Queipo de Llano declararon en su favor, terminó siendo condenado a cadena perpetua en mayo de 1940. Permaneció 26 meses en diferentes prisiones de la geografía española (Madrid, Cuéllar o Puerto de Santa María) y no llegó a cumplir totalmente su condena por serle esta conmutada. En 1946 pasó a Francia clandestinamente y fue nombrado ministro sin cartera del gobierno en el exilio presidido por José Giral.
Poco tiempo después se retiró de las actividades políticas, publicándose en Francia y Argentina un libro suyo titulado Mis prisiones. A partir de ese momento se consagró enteramente al periodismo y funda en París la Agencia Prensa Intercontinental. 
En 1959 regresó a España. Cuando el 5 de octubre fallece su esposa Rosario Moreno Luque, decidió ingresar, como hermano cooperador, en el convento de Padres Dominicos de Villava (Navarra), algo que realizó el 3 de febrero de 1960. La toma del hábito la realizó el 5 de noviembre y contó con la presencia del entonces ministro del Ejército, Antonio Barroso y Sánchez Guerra que era primo suyo. Allí escribió dos nuevos libros de recuerdos titulados Mi convento y Cartas a mis nietos. Falleció en 1964.

## Obras
- Faro sin luz (1929) (novela)
- El movimiento revolucionario de Valencia (1930)
- De hombre a hombre (1930)
- Proceso de un cambio de régimen : (historia y murmuración) (1930)
- Dictadura, indiferencia, República(1931)
- España republicana (1931)
- Un año histórico (España, 1931) (1932)
- Mis prisiones. Memorias de un condenado por Franco (1946)
- Mi convento (1961)
- Cartas a mis nietos (1964)